# Jorge Andrade
Jorge Manuel Almeida Gomes de Andrade (* 9. duben 1978, Lisabon) je bývalý portugalský fotbalista. Hrával na pozici obránce.
S portugalskou reprezentací získal stříbrnou medaili na mistrovství Evropy roku 2004 a díky svým výkonům na tomto turnaji byl federací UEFA zařazen i do all-stars týmu. Hrál též na mistrovství světa roku 2002. Celkem za národní tým odehrál 51 utkání, v nichž vstřelil 3 branky.
S FC Porto získal v sezóně 2000/01 portugalský pohár.